# Xã East Coventry, Quận Chester, Pennsylvania
Xã East Coventry (tiếng Anh: East Coventry Township) là một xã thuộc quận Chester, tiểu bang Pennsylvania, Hoa Kỳ. Năm 2010, dân số của xã này là 6.636 người.